# Biffontaine
Biffontaine är en kommun i departementet Vosges i regionen Grand Est (tidigare regionen Lorraine) i nordöstra Frankrike. Kommunen ligger i kantonen Brouvelieures som tillhör arrondissementet Saint-Dié-des-Vosges. År 2022 hade Biffontaine 393 invånare.

## Befolkningsutveckling
Antalet invånare i kommunen Biffontaine
| Referens: INSEE |